# Kijanice
Kijanice – część wsi Niemojew w Polsce położona w województwie łódzkim, w powiecie wieruszowskim, w gminie Lututów.
Wieś wchodzi w skład sołectwa Niemojew.
W latach 1975–1998 miejscowość należała administracyjnie do województwa sieradzkiego.